# القرون (حجة)
القرون هي إحدى قرى الجمهورية اليمنية. وهي تتبع جغرافيًا لمحافظة حجة. وإداريًا لمديرية الشغادره. يبلغ تعداد سكانها 1140 نسمة حسب الإحصاء الذي جرى عام 2004.